# Glostrup

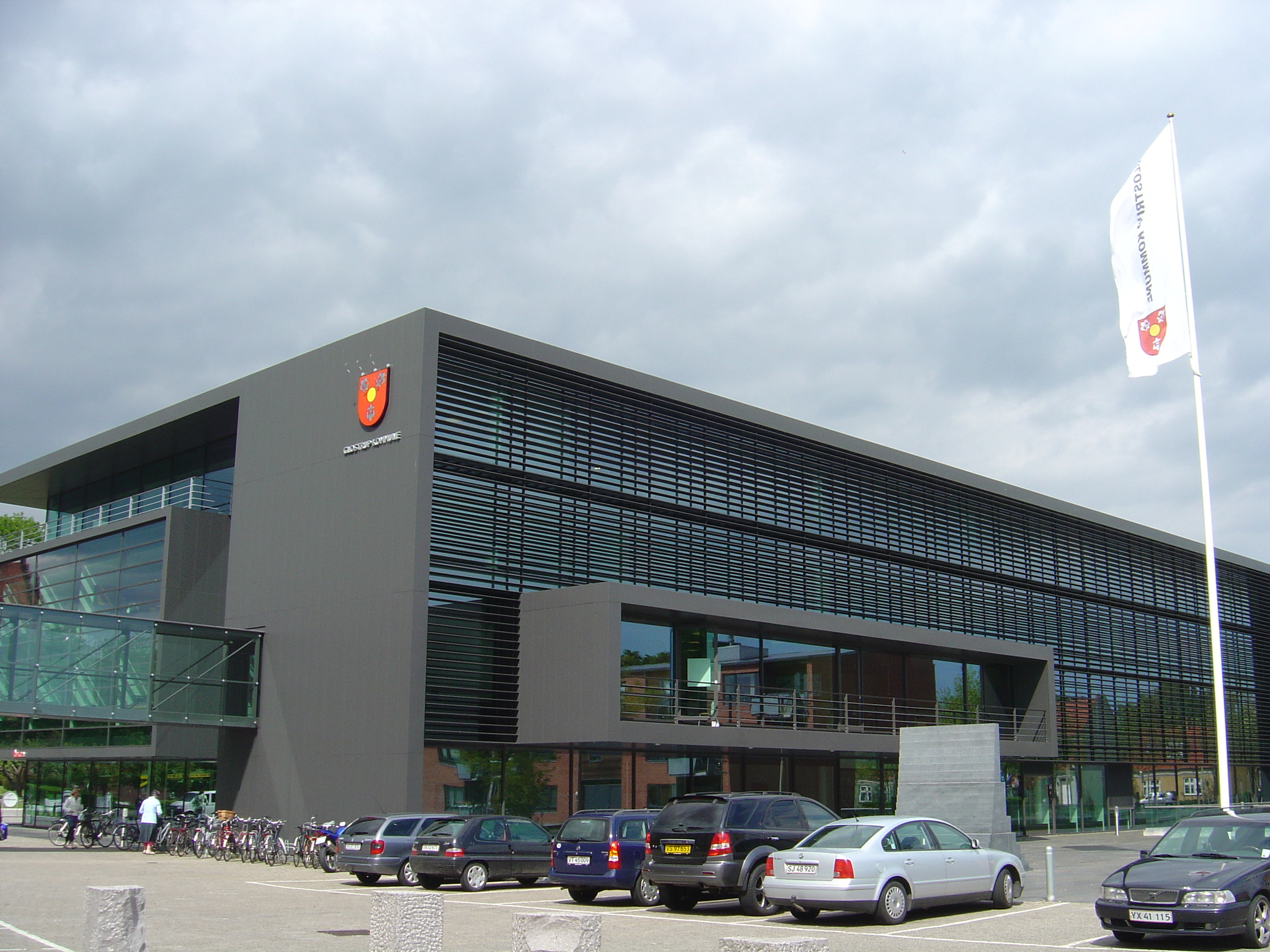
Hôtel de ville de Glostrup.

Glostrup est une municipalité du département de Copenhague, dans l'est de l'île de Seeland au Danemark.

## Démographie
Ce tableau présente l'évolution démographique depuis 1890, à noter une baisse de la population à la suite du transfert de Avedøre à la municipalité de Hvidovre en 1974.
| Année | Population | Année | Population |
| ----- | ---------- | ----- | ---------- |
| 1890  | 1 709      | 1965  | 26 898     |
| 1916  | 4 948      | 1970  | 28 234     |
| 1921  | 3 836      | 1975  | 20 596     |
| 1925  | 4 480      | 1980  | 19 553     |
| 1935  | 7 034      | 1985  | 19 696     |
| 1940  | 8 623      | 1990  | 19 747     |
| 1945  | 10 082     | 1995  | 20 263     |
| 1950  | 13 025     | 2000  | 20 229     |
| 1955  | 15 883     | 2005  | 20 785     |
| 1960  | 21 845     | 2010  | 21 296     |

## Personnalités
- Hans Kjeld Rasmussen (1954-), champion olympique de tir.
- Jan Sørensen (1955-2024), footballeur.